# Dębice (województwo wielkopolskie)
Dębice – wieś w Polsce, w województwie wielkopolskim, w powiecie średzkim, w gminie Zaniemyśl.
Do 2023 miejscowość była częścią wsi Kępa Mała.
W latach 1975–1998 Dębice administracyjnie należały do województwa poznańskiego.